# Tian’erhe (köpinghuvudort i Kina, Hubei Sheng, lat 30,54, long 113,44)
Tian'erhe (kinesiska: 田二河, 田二河镇) är en köpinghuvudort i Kina. Den ligger i provinsen Hubei, i den centrala delen av landet, omkring 81 kilometer väster om provinshuvudstaden Wuhan. Antalet invånare är 39 415. Befolkningen består av 18 588 kvinnor och 20 827 män. Barn under 15 år utgör 16,0 %, vuxna 15-64 år 75 %, och äldre över 65 år 8,0 %.
Runt Tian'erhe är det tätbefolkat, med 613 invånare per kvadratkilometer. Närmaste större samhälle är Ganhe, 17,8 km söder om Tian'erhe. Trakten runt Tian'erhe består till största delen av jordbruksmark.
Genomsnittlig årsnederbörd är 1 462 millimeter. Den regnigaste månaden är maj, med i genomsnitt 197 mm nederbörd, och den torraste är december, med 25 mm nederbörd.